# Invisible (Edyta Górniak)
Invisible è il terzo album in studio (il secondo internazionale) della cantante polacca Edyta Górniak, pubblicato nel 2002. In Polonia è uscito con il titolo Perła.

## Tracce

### Edizione internazionale
1. Impossible
2. Sit Down
3. Invisible
4. How Do You Know
5. The Story so Far
6. The Day Before the Rain
7. Cross My Heart
8. Make it Happen
9. Hold On Your Heart
10. If You Could
11. As If
12. Can't Say No
13. Whatever it Takes
14. The Story So Far (Uptempo mix)
15. Sleep with Me

### Edizione polacca (Perła)
CD 1
1. Jak najdalej
2. Obłok
3. Nie proszę o więcej
4. Słowa jak motyle
5. Perła
6. Mogę zapomnieć Ciebie
7. Prezenty

CD 2
1. The Story So Far
2. Sit Down
3. The Day Before the Rain
4. How Do You Know
5. Cross My Heart
6. Invisible
7. As If
8. Hold On Your Heart
9. If You Could
10. Make It Happen
11. Whatever It Takes
12. Can't Say No
13. Sleep with Me